# Frederick Gugenheim Gregory
Frederick Gugenheim Gregory (22 décembre 1893 - 27 novembre 1961) est un botaniste britannique, physiologiste des plantes et lauréat de la médaille royale.

## Éducation et Jeunesse
Gregory est né Fritz Gugenheim à Londres, mais change de nom à la suite du sentiment anti-allemand pendant la Première Guerre mondiale, qui aboutit à la destruction de ses cahiers de laboratoire par des collègues de la station expérimentale de Cheshunt . Il étudie d'abord à l'école Dame Alice Owen, où il est persuadé par le maître de sciences de l'école, GA Armitage, de se lancer dans les sciences, malgré ses compétences artistiques . Il quitte l'école en tête de sa classe avec un certain nombre de prix et réussit l'examen intermédiaire de l'Université de Londres en mathématiques, physique, chimie et mécanique en 1912, et est accepté à l'Imperial College de Londres.
L'intention de Gregory lors de sa candidature est d'étudier la chimie, mais après avoir assisté à une conférence de John Bretland Farmer, il passe à la botanique, obtenant son ARCS en 1914 et son BSc en 1915, tous deux avec les honneurs de première classe, et remporte également le prix Forbes. Ayant été exempté du service pendant la Première Guerre mondiale, il obtient son DIC en 1917, un MSc en 1920 et le DSc en 1921 . À ce stade, il rejoint l'Institut de recherche en physiologie végétale de l'université et commence à étudier la physiologie des cultures en serre à la station expérimentale de Cheshunt. Pendant qu'il est là, il remarque des différences dans la façon dont une plante pousse à différents moments de l'année mais à une température constante, et tente d'exprimer cela en termes mathématiques en utilisant des preuves très spéculatives; les arguments qui en résultent le rendent proéminent dans le domaine .

## Carrière
Après l'achèvement de ces études, Gregory commence à travailler sur les effets du courant électrique sur la croissance des plantes sous Vernon Blackman mais reste intéressé par l'étude de la croissance et commence à expérimenter cela en 1919 à la station expérimentale de Rothamsted, ce qu'il continue jusqu'en 1937. En 1928, son travail est suffisamment visible et important pour qu'on lui demande de conseiller l'Empire Cotton Growing Corporation sur leurs techniques d'irrigation au Soudan, mettant en place des études statistiques si utiles que son rapport final est largement utilisé dans le développement de l'agronomie dans le pays. Lorsque Blackman est nommé chef des laboratoires de biologie de l'Imperial College, Gregory est nommé professeur adjoint de physiologie végétale et directeur adjoint de l'institut de recherche, ce qui l'oblige (pour la première fois de sa carrière) à donner des conférences à l'université. Sous Gregory, l'institut de recherche est connu pour ses travaux sur la vernalisation, le photopériodisme, la transpiration et le métabolisme des glucides, Gregory étant très demandé en tant que conseiller à la fois à l'université et dans ses divers instituts de recherche.
Après la retraite de Blackman en 1937, Gregory est nommé à la tête des laboratoires, bien que le travail à l'université ait été fortement perturbé par la Seconde Guerre mondiale. En 1947, Gregory est également nommé à la tête de l'institut de recherche et se concentre sur la réparation des dommages causés par la guerre. Cette période voit une appréciation accrue de Gregory en tant que scientifique; il est élu membre de la Royal Society en 1940, siégeant à son conseil de 1949 à 1951 et reçoit la médaille royale en 1957 "en reconnaissance de ses études distinguées en physiologie végétale" . À peu près à la même époque, il est également élu membre étranger de la Société indienne des physiologistes des plantes et de l'Académie nationale des sciences des États-Unis. Il prend sa retraite en décembre 1958 et est décédé à l'hôpital général de Hampstead, à Londres, le 27 novembre 1961.